# 美作市営バス

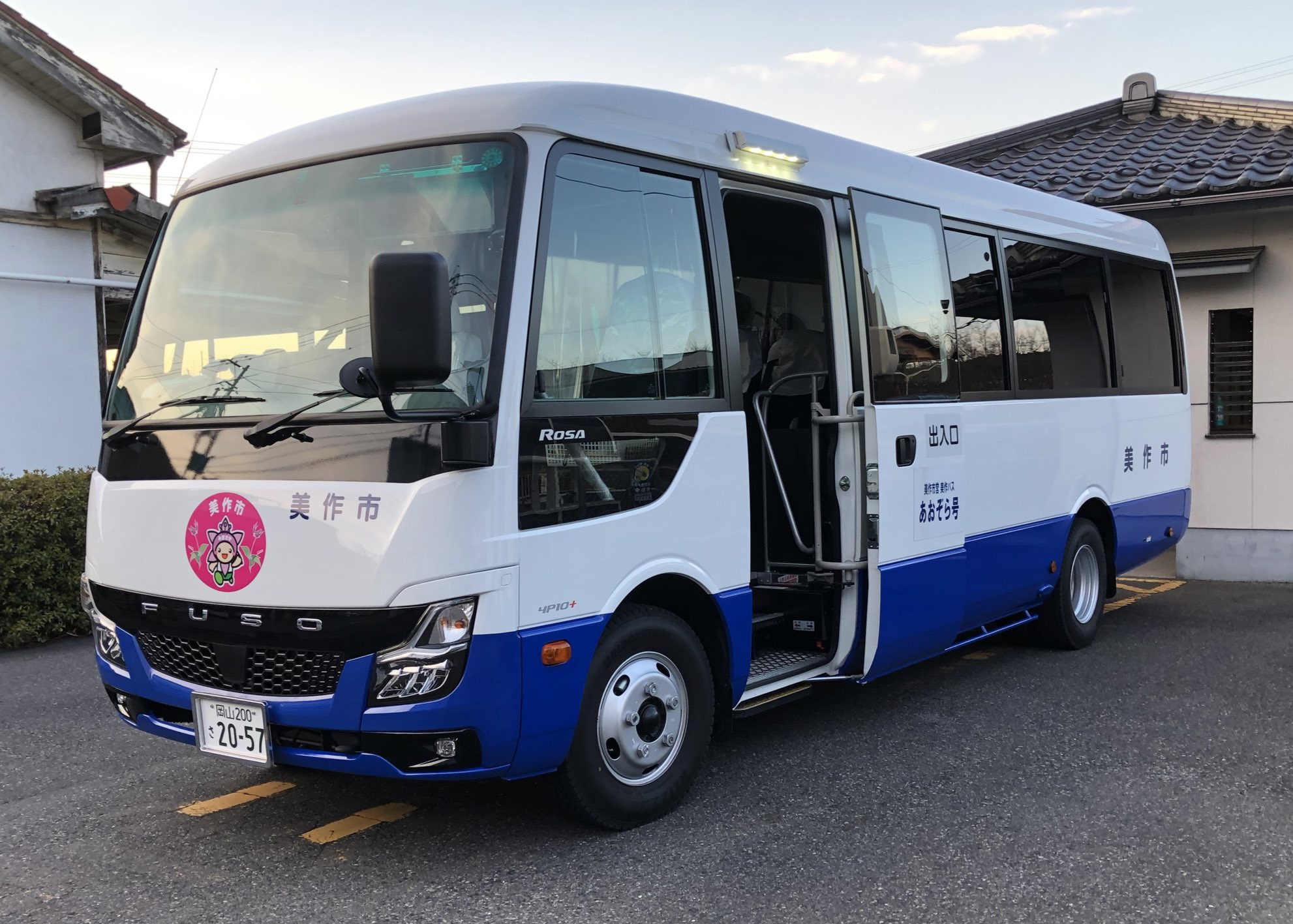
美作市営美作バス（あおぞら号）の車両

美作市営バス（みまさかしえいバス）は、岡山県美作市で運行しているコミュニティバスである。津山市・勝田郡勝央町・久米郡美咲町にも乗り入れている。

## 概要
- 美作市に合併前の勝田郡勝田町、英田郡美作町、作東町、英田町で運行していたそれぞれ「勝田町営バス（かつたバス）」、「美作町営バス（あおぞら号）」、「作東町営バス」、「英田町営バス」の自治体バスを、合併後に一まとめにしたものである。そのため、路線は現在も合併前の自治体ごとに分かれている。
- 運行形態は、全ての路線が道路運送法の規定に基づく自家用自動車（白ナンバー車）による有償運送での運行である。
- 運賃は美作市外へ直通する路線（美作市営勝田バスと美作市営英田バス）が10円単位の区間制で、美作市土居小学校区デマンドバスが全路線1回300円均一で、他は全路線1回200円均一。小人（小学生以下）は半額（10円未満の端数切り上げ）で、保護者同伴の幼児（小学生未満）は1人まで無料。
  - 11枚綴りの回数券や定期券（通学用・通勤用があり、それぞれ1ヵ月用・3ヵ月用がある）もある。

## 沿革
- 2002年4月1日 - 中鉄バスの津山 - 真加部（観音堂） - 梶並線の廃止に伴い、勝田町の町営福祉バスとしてかつたバスを運行開始。
- 2005年3月31日 - 美作市発足に伴い、合併前の勝田町、美作町、作東町、英田町で運行していた町営バスなどが美作市に引き継がれる。
- 2008年10月1日 - 豊沢交通の小野上 - 小畑間の路線廃止に伴い、当面の間、火曜日・木曜日（休日を除く）のみ勝田地域福祉バスを小野上 - 小畑線廃止代替バスとして運行開始。
- 2010年2月1日 - 「美作市営バス有償運送に関する条例」施行、美作市営バスとなる。（この時点まで合併前自治体の条例を暫定的にそのまま適用していた。）
- 2013年4月1日 - 作東バスを廃止。
- 2019年4月1日 - 英田バスの英田地域循環線を廃止[1]。
- 2020年4月1日 - 美作バスの美作地域循環線を廃止[2]。

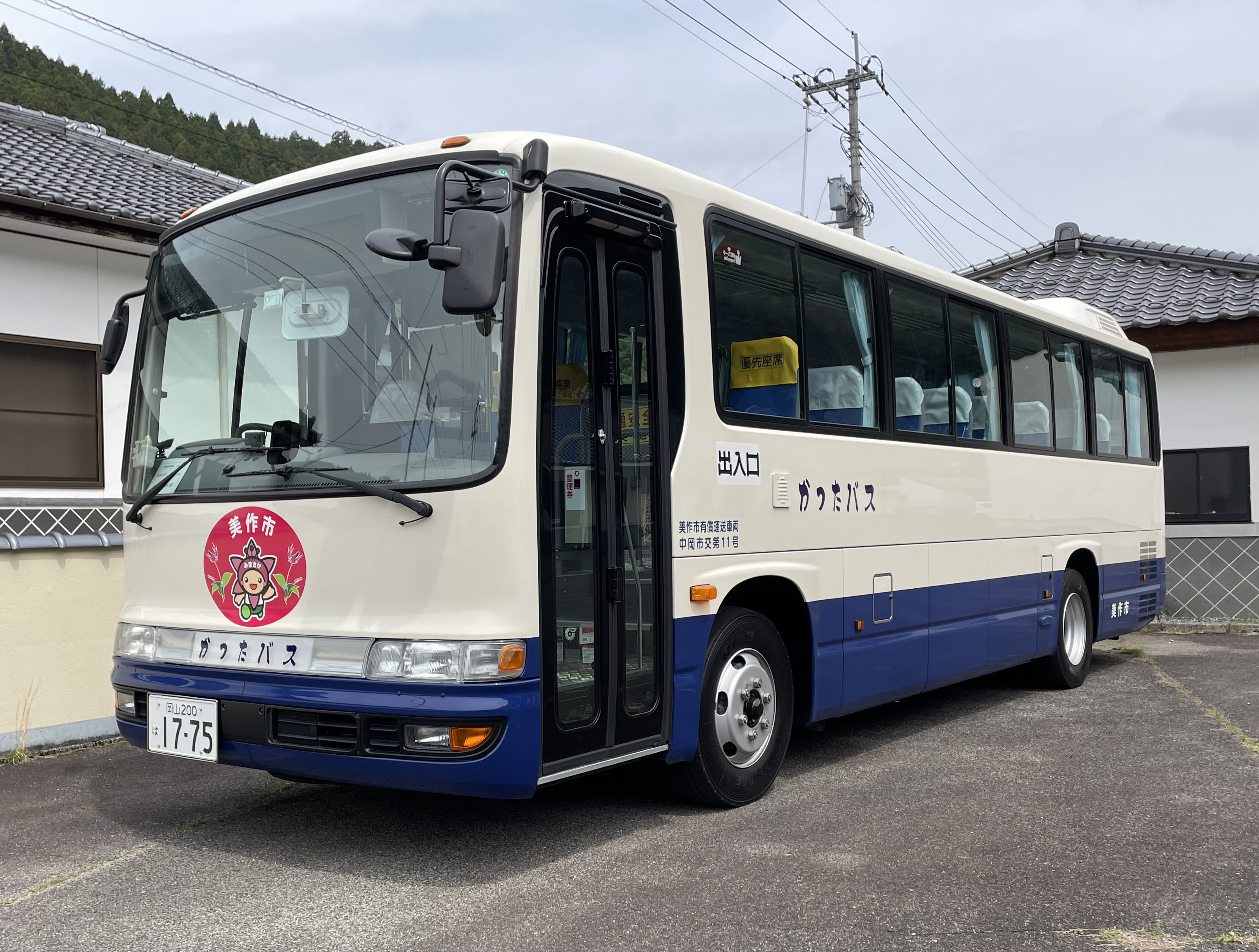
かつたバスの車両（2025年）
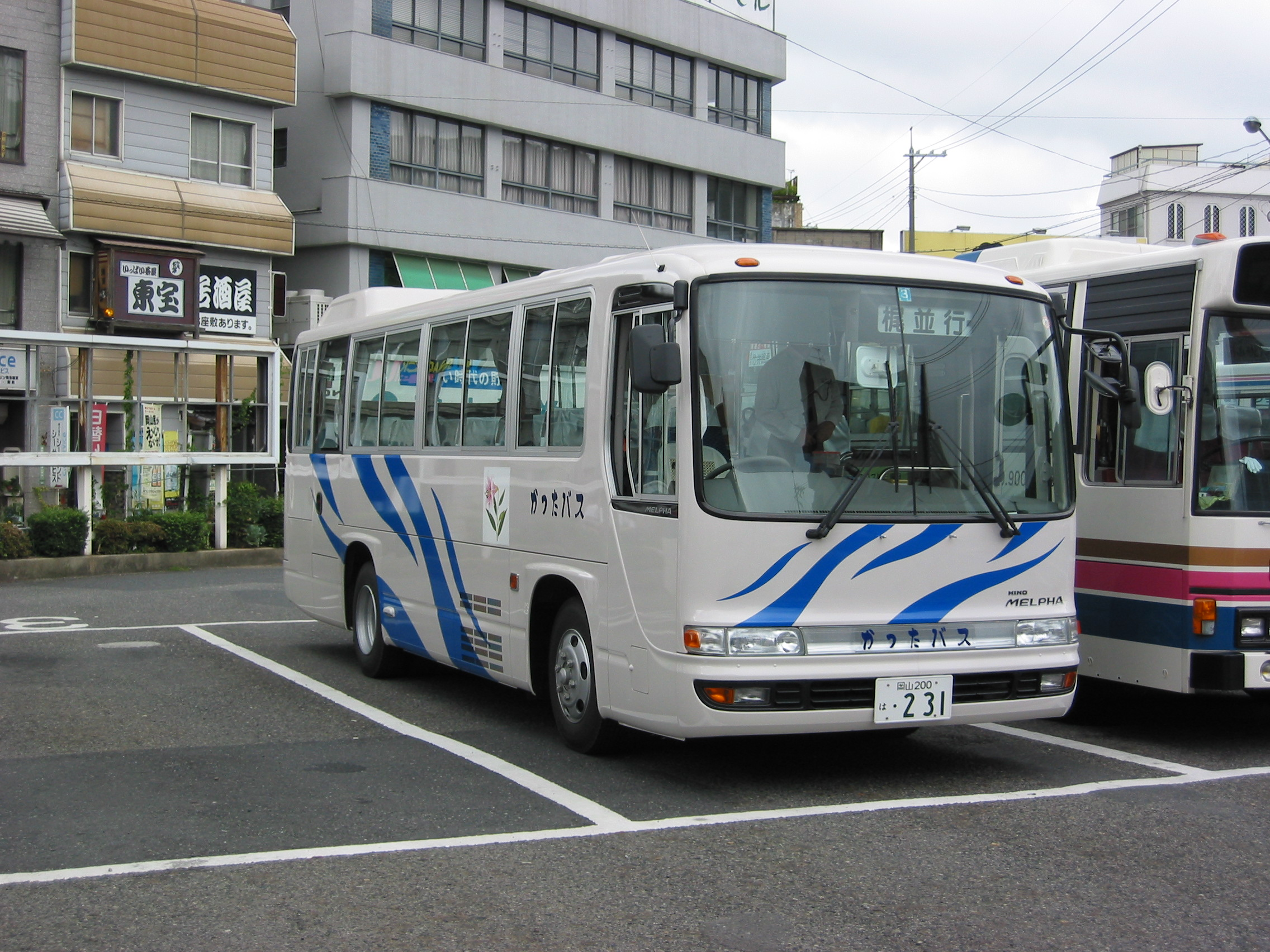
かつたバスの車両（勝田町当時、2002年）
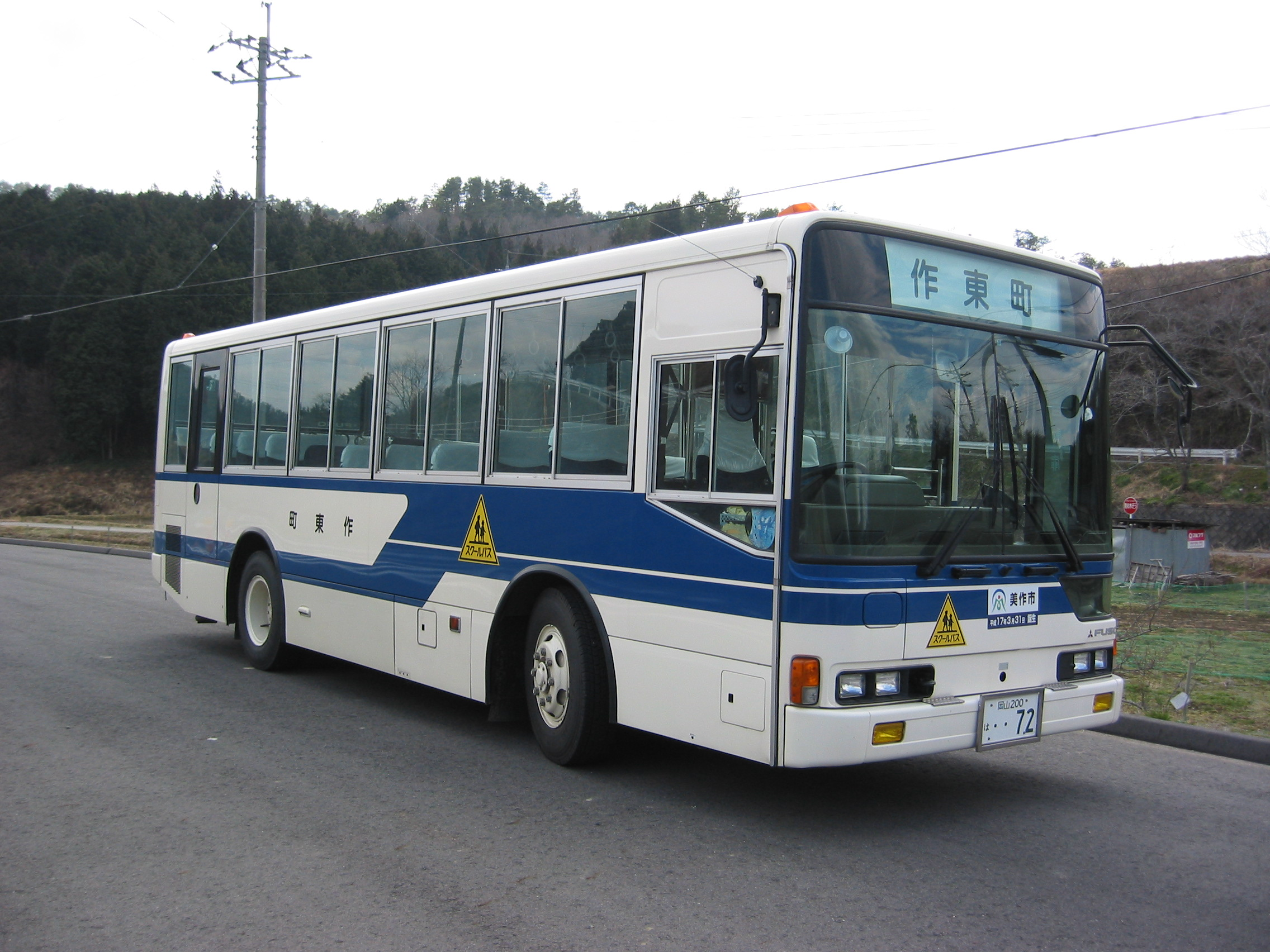
作東町営バス当時の車両（福山線、2005年）
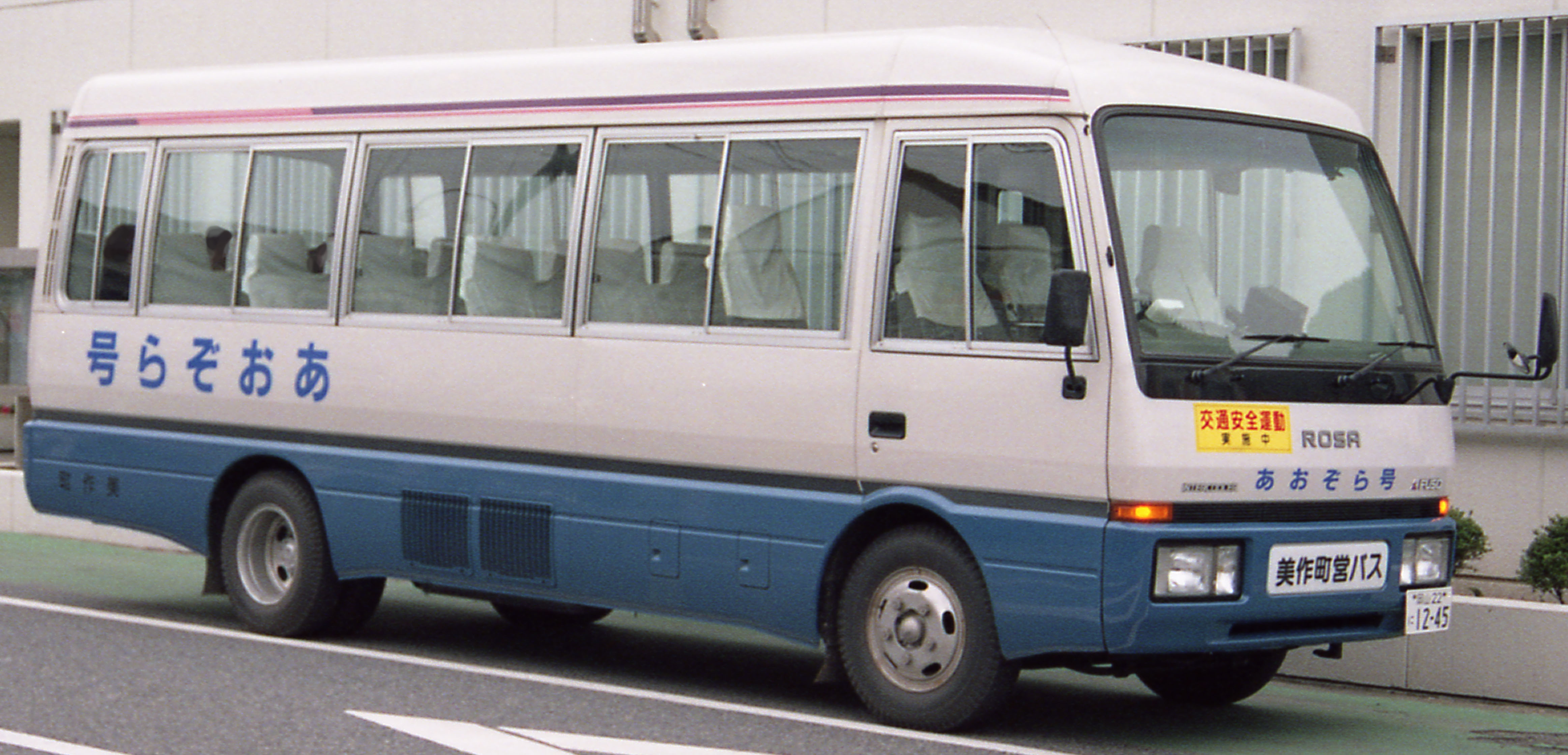
美作町営バス当時の車両（2000年）
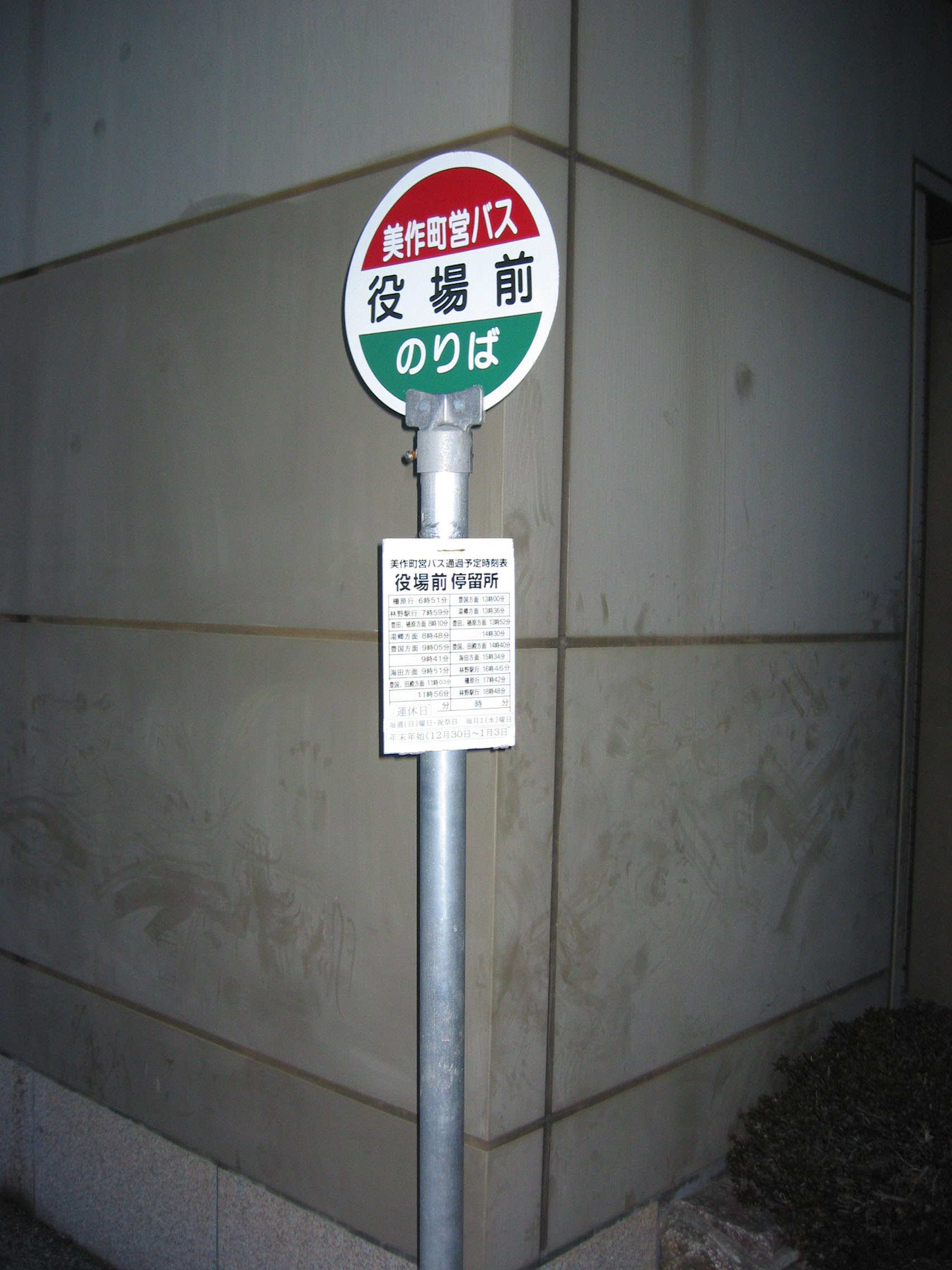
美作町営バス当時のバス停
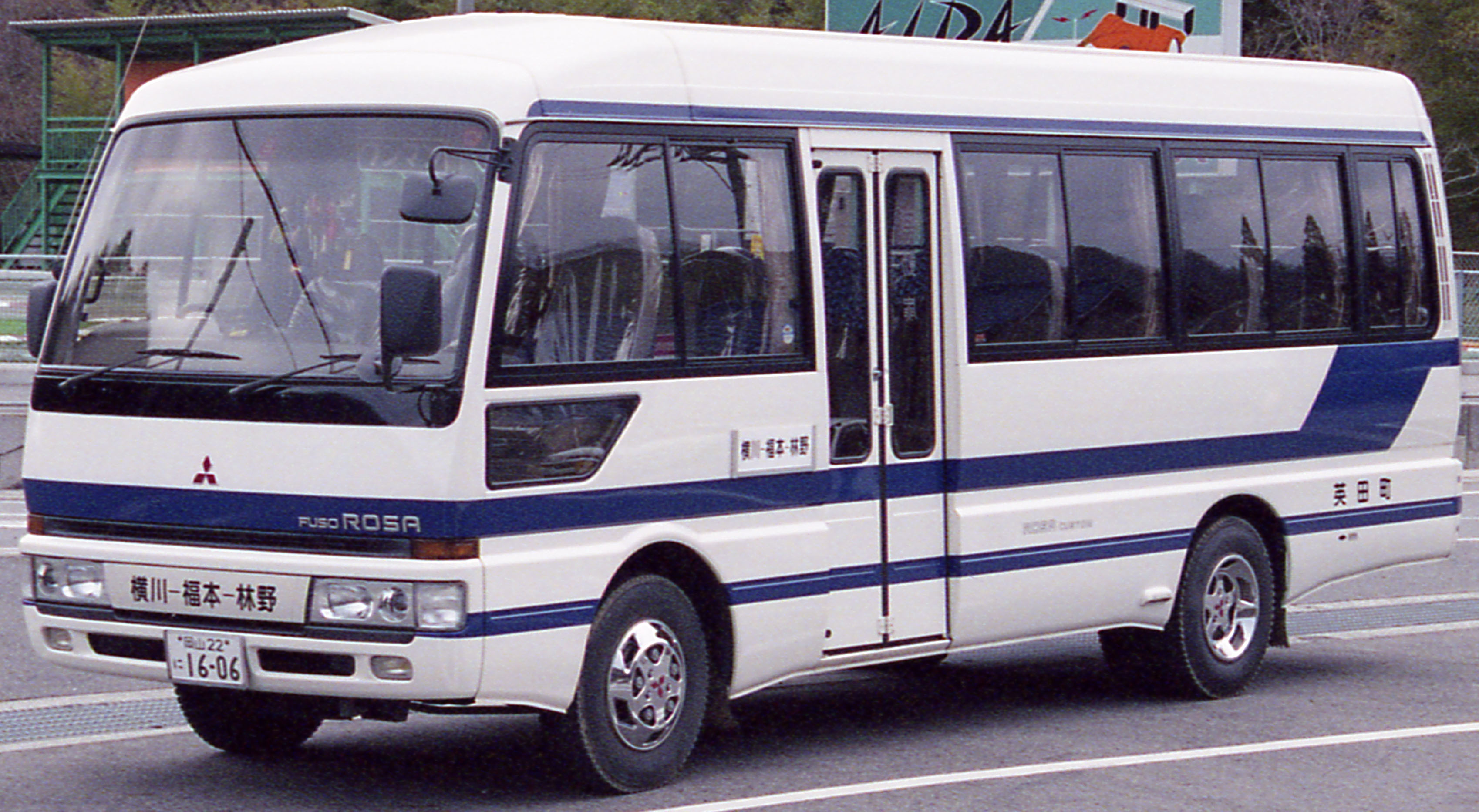
英田町営バス当時の車両（横川 - 林野線、2000年）
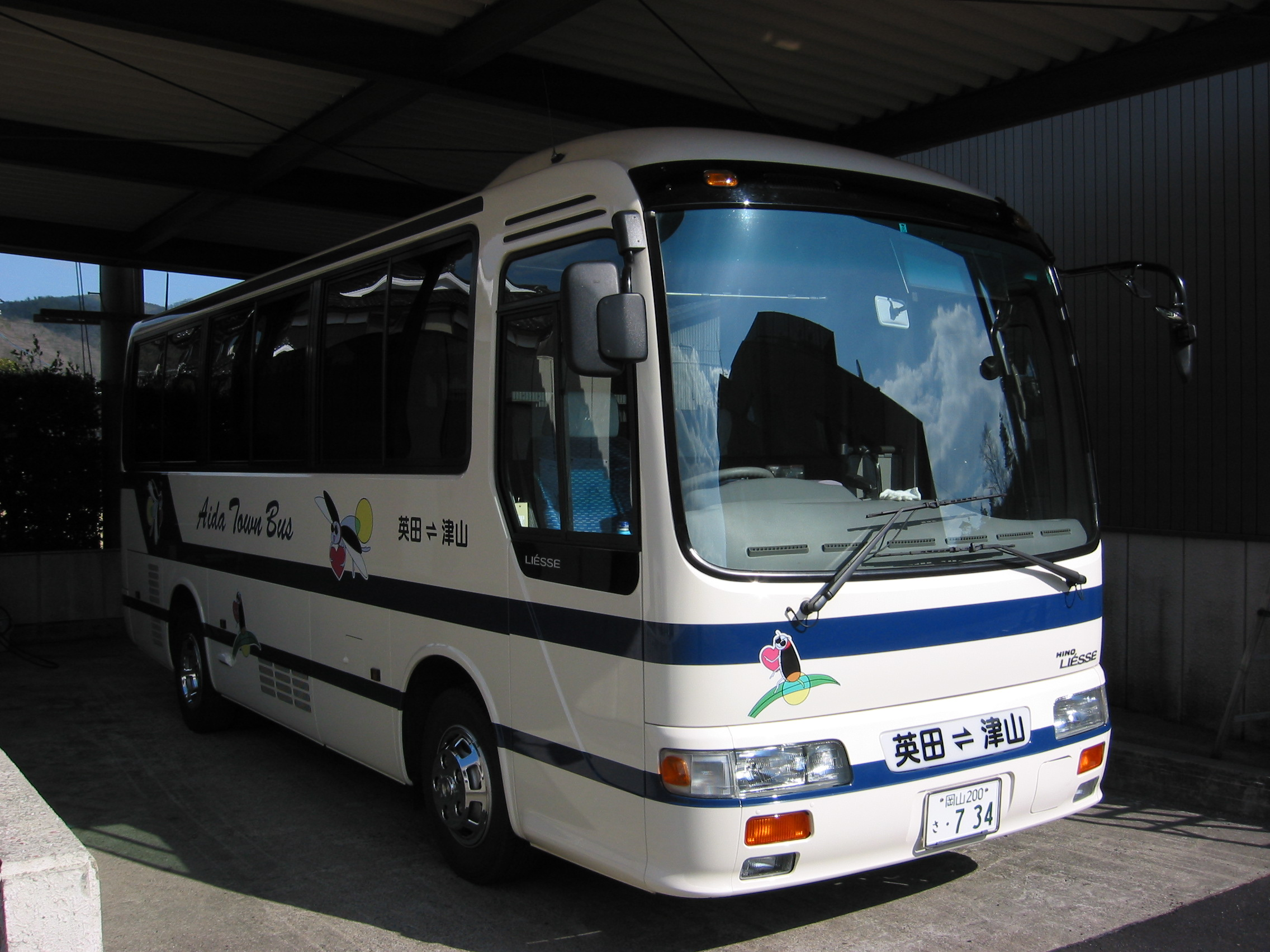
英田町営バス当時の車両（英田 - 津山線、2005年）
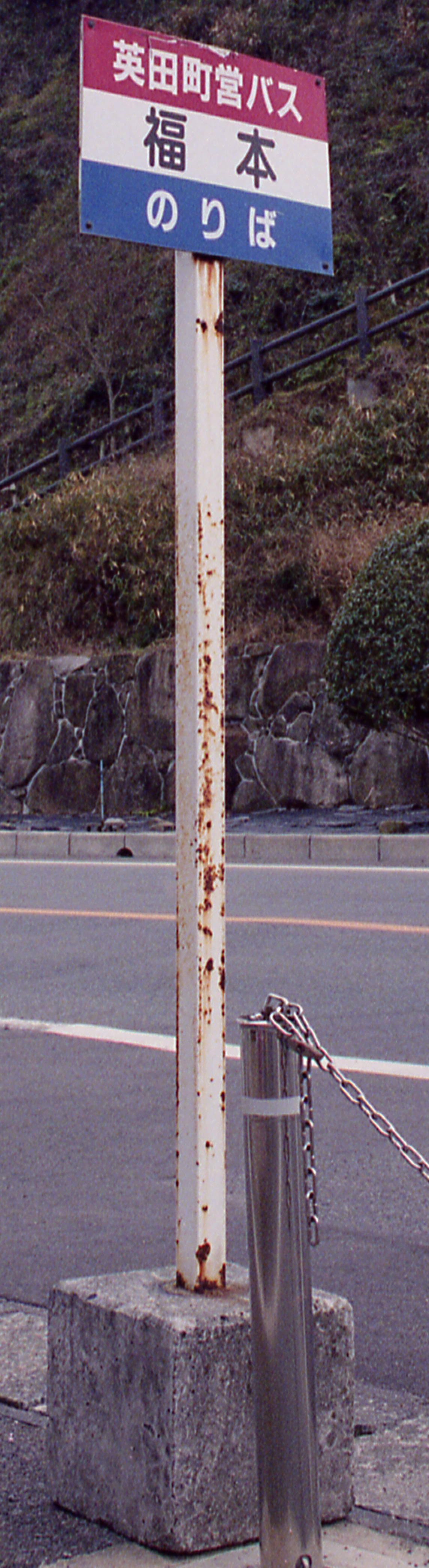
英田町営バス当時のバス停

## 路線
詳細な運行案内は、#外部リンクの美作市営バスを参照のこと。

### 美作市営勝田バス（かつたバス）
- 津山駅北口広場 - 伏見町 - 東津山 -（津山中央病院） - 津山IC - 高野農協前 - 野田 - 植月西 - 石生 - 真加部上 - 観音堂 - （余野中 - 久賀上 - 梶並）
- 津山東高口 - 市役所西 - 大手町 - 伏見町 - 東津山 -（津山中央病院） - 津山IC - 高野農協前 - 野田 - 植月西 - 石生 - 真加部上 - 観音堂 - 余野中 - 久賀上 - 梶並
  - 日曜・年末年始は運休。
  - 真加部上で美作共同バスの大原駅 - 真加部上 - 勝間田駅線（平日のみ運行）に接続。
  - エスアールティーに運行を委託している。

### 美作市営大原バス
讃甘線
- 大原病院 → 中町下 → 武蔵生家前 → 西町公会堂 → 東町上 → 大原病院 → 大原総合支所

大原線
- 大原総合支所 → 大原病院 → 大原郵便局 → 庄田 → 江ノ原上 → 江ノ原下 → 大原郵便局 → 大原病院 → 大原総合支所

大野線
- 大原総合支所 → 大原病院 → 中町下 → 笹岡 → 川上上 → 滝上 → 川上下 → 笹岡 → 滝谷団地 → 大原郵便局 → 大原病院 → 大原総合支所

大吉線
- 大原総合支所 → 大原病院 → 中町下 → 田井 → 粟井 → 川戸古墳公園 → 下原 → 中町下 → 大原病院 → 大原総合支所
  - 土曜・日曜・祝祭日及び年末年始は運休。
  - 明石観光バスに運行を委託している。

### 美作市営東粟倉バス
- （金谷 →） 大原病院 → 東粟倉総合支所 → 中谷口 → 妙見神社口 → 愛の村パーク入口 → 入谷中 → 中谷口 → 東粟倉総合支所 → 大原病院 （→ 金谷）
  - 月曜・水曜・金曜のみ運行（祝祭日・年末年始の場合は運休）。
  - 金谷 - 大原病院間は予約がある場合のみ運行。
  - 明石観光バスに運行を委託している。

### 美作市営美作バス（あおぞら号）
- 林野駅 - 市役所前 - 三倉田下 - 温泉前 - 位田上 - 則平 - 上長内 - 柵原病院前
  - 日曜・祝祭日及び年末年始は運休。
  - 英田交通に運行を委託している。

### 美作市営英田バス
- 福本 - 英田青野上 - 下山 - 城田 - （津山駅北口広場 - 津山東高前 - 津山市役所 - 美作大学前 - 津山高専前 - 津山中央病院前 - イオン津山店前）
  - 日曜・年末年始は運休。
  - 津山市内のみの利用はできない。
  - イオン津山店前は「イオンモール津山」の平面駐車場Ｆ内に発着。
  - 英田交通に運行を委託している。

## デマンドバス

### 美作市土居小学校区デマンドバス
土居地区
- 土居公民館 - （各集落） - 美作土居駅 - 作東BS - 美作江見駅 - 美作IC - 豊国原 - 市役所前（栄町）
  - 月曜・水曜・金曜のみ運行（祝祭日・年末年始の場合は運休）。
  - 前日15:00 - 17:00に予約がある場合のみ運行。

福山地区
- 福山出張所 - （各集落） - 美作土居駅 - 作東BS - 美作江見駅 - 美作IC - 豊国原 - 市役所前（栄町）
  - 月曜・水曜・金曜のみ運行（祝祭日・年末年始の場合は運休）。
  - 前日15:00 - 17:00に予約がある場合のみ運行。

## 過去に運行していた路線

### 美作市営美作バス（あおぞら号）
豊田・楢原・豊国地区循環線
- 市役所前（栄町） - 大原下 - 大原上 - 平福 - JA楢原支店前 - 市役所前（栄町） - 三倉田下 - 文化センター前 - 入田 - 市役所前（栄町） - 中尾 - 下香山 - 保健福祉センター - 北山 - 豊国原 - 林野駅 - 市役所前（栄町）
  - 祝祭日・年末年始は運休だった。

海田・安蘇・湯郷・田殿地区循環線
- 林野駅 - 市役所前（栄町） - 中村 - 樫村 - 安蘇 - 位田上 - 則平 - 上長内 - 則平 - 文化センター前 - 大井が丘 - 入田 - 市役所前（栄町） - 林野駅 - 豊国原 - 北山 - 保健福祉センター - JA田殿支店前 - 楢原中 - 北山 - 保健福祉センター - 北山 - 豊国原 - 林野駅 - 市役所前（栄町）
  - 月曜・火曜・木曜・金曜のみ運行（祝祭日・年末年始の場合は運休）だった。

田殿・海田・安蘇・湯郷地区循環線
- 林野駅 - 豊国原 - JA田殿支店前 - 楢原中 - 北山 - 保健福祉センター - 北山 - 豊国原 - 林野駅 - 市役所前（栄町） - 中村 - 樫村 - 安蘇 - 位田上 - 則平 - 上長内 - 則平 - 文化センター前 - 大井が丘 - 入田 - 市役所前（栄町） - 林野駅 - 豊国原 - 北山 - 保健福祉センター
  - 水曜・土曜のみ運行（祝祭日・年末年始の場合は運休）だった。

### 美作市営作東バス
福山線
- 作東公民館 - 土居駅 - 福山出張所 - 万善（停留所名は青山店だが、店は既に閉店）
  - 日曜・祝祭日及び年末年始は運休だった。

粟井線
- 作東公民館 - 溝口 - 奥瀬戸 - 四ツ角 - 小野上
  - 日曜・祝祭日及び年末年始は運休だった。

吉野線（中学校スクールバス専用）
- 作東公民館 - 鯰 - 岩辺 - 五名 - 宮原獅子舞伝承館前
  - 中学校休校日は運休だった。

運行形態
- 福山、粟井線は中学生のスクールバスとして運転されているが、一般客も乗車可能。吉野線はスクールバス専用（一般客乗車不可）だった。
- 福山・粟井線の各終点を7時ごろ発車分と、作東公民館発車分の13時・17時は定期便で、11時・15時・16時・18時は作東中学校が定める日のみ定めた時間に運転されていた。
- 4路線とも美作市運転者組合の管轄だった。
- 福山・粟井線は有料だった。

### 美作市営英田バス
上山線
- 福本 → 中磯上 → 渕尾上 → 空 → 大芦 → 雲海 → 中組 → 中磯上 → 福本
  - 水曜・土曜のみ運行（祝祭日・年末年始の場合は運休）だった。

河会線
- 福本 - 中磯上 - 横川 - 横尾
  - 月曜・金曜のみ運行（祝祭日・年末年始の場合は運休）だった。

公文線
- 福本 → 別所 → 城田 → 下山 → 火打谷 → 英田青野上 → 福本
  - 火曜・木曜のみ運行（祝祭日・年末年始の場合は運休）だった。

横川 - 林野駅線
- 横川 - 福本 - 城田 - 安蘇 - 位田上 - 湯郷 - 林野駅
  - 日曜・祝祭日及び年末年始は運休だった。